# Parlamento di Parigi

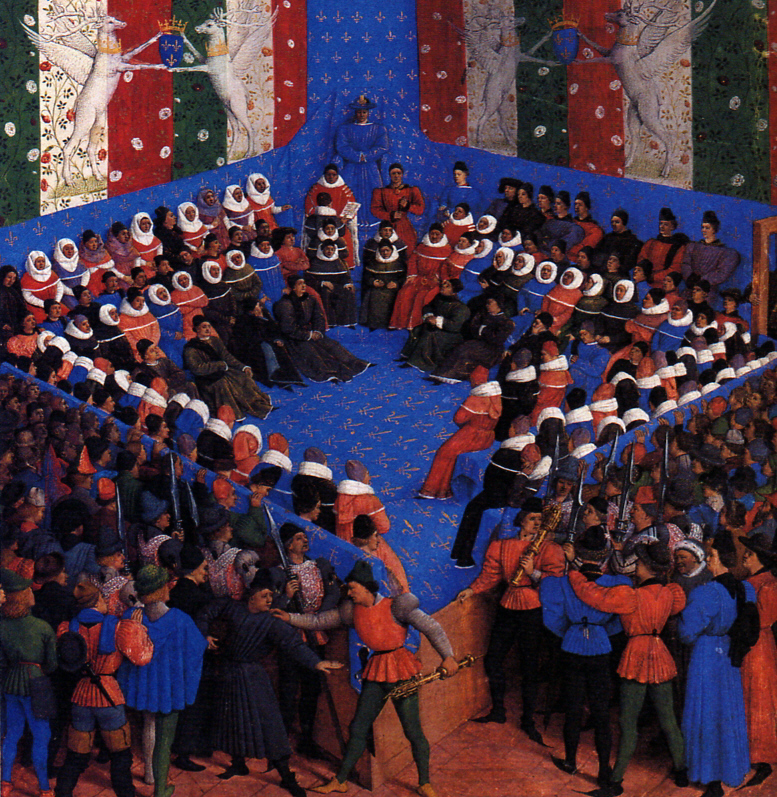
Carlo VII e il Parlamento di Parigi, miniatura di Jean Fouquet.

Il Parlamento di Parigi era un'istituzione francese dell'Ancien Régime, che faceva parte dei "tribunali sovrani", dal 1661 chiamati "tribunali superiori", a partire dal regno di Luigi XIV.
Trovava le sue radici nella "Curia Regis" nel Medioevo, ed ebbe la sua prima regolamentazione generale con un'ordinanza di Filippo III nel 1278. Acquisendo progressivamente autonomia per giudicare i contenziosi come organo specializzato con sessioni regolari, diventò la "curia in parlamento", che San Luigi, re di Francia, stabilì nell'Île de la Cité nel Palais de la Cité.
A partire dal XV secolo, furono creati altri parlamenti a partire da istituzioni locali, talvolta molto più prestigiose come l'Erario di Normandia o molto più antiche come gli Stati di Provenza. Ciononostante, quello di Parigi, corte di giustizia del Re, sovrano ultimo, e quindi ultima possibilità di ricorso, continuò a essere il tribunale di maggior importanza del regno. Era noto semplicemente come "il Parlamento".

## Competenze giudiziarie

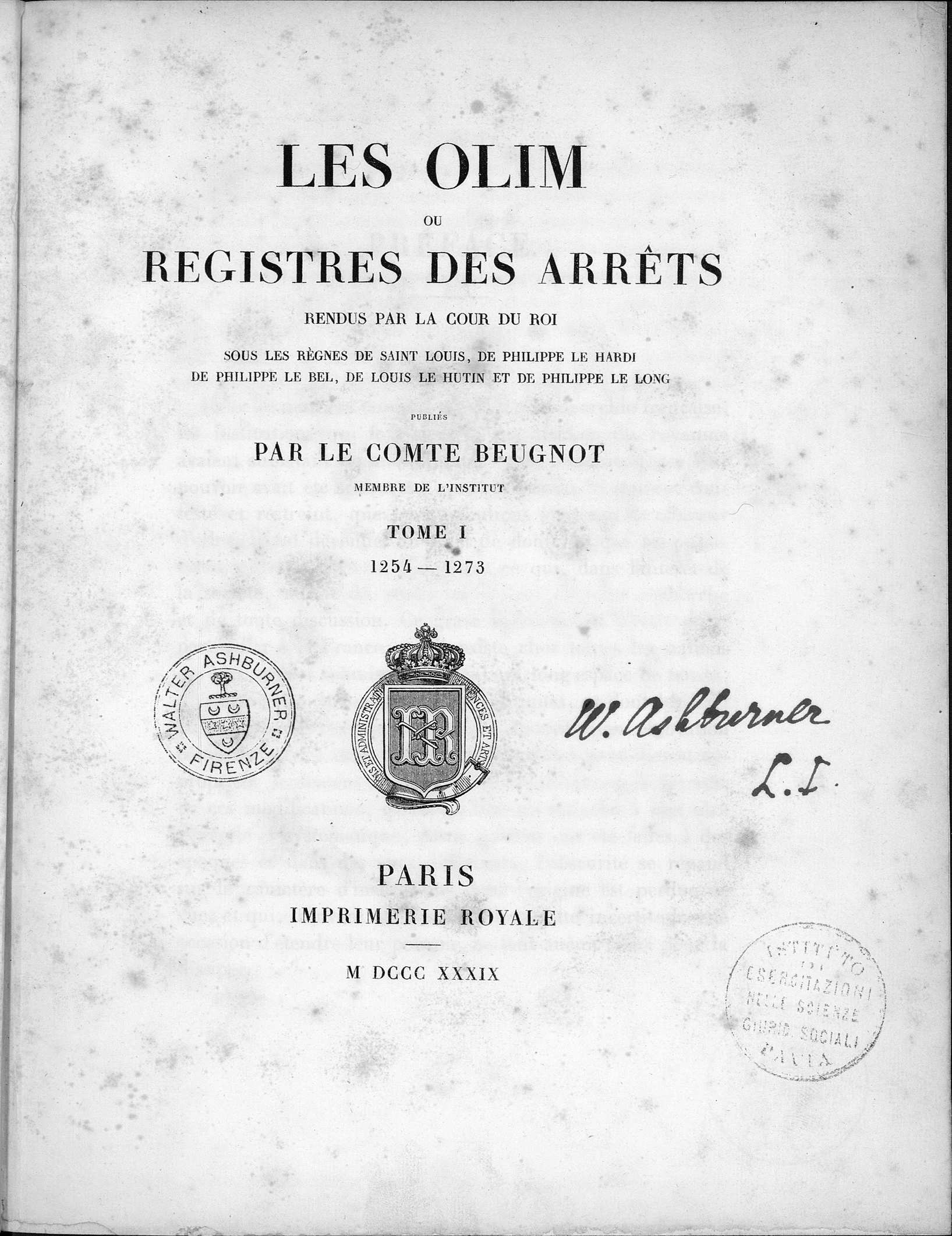
Tomo I degli Olim (1839), i primi quattro registri del Parlamento di Parigi che riportano le decisioni prese dalla corte del re durante i regni di Luigi IX, Filippo III, Filippo IV il Bello, Luigi X e Filippo V.

Il parlamento possedeva la delegazione della Giustizia, che gli permetteva di emettere sentenze in nome del re. Rappresentare il re nella misura delle sue prerogative giuridiche, significava avere la giurisdizione su tutto il regno. Nel 1278, inoltre, fu creato in seno al Parlamento di Parigi una sezione che si occupava dei casi che arrivavano "dalla terra governata per diritto scritto", cioè dal sud della Francia.
Il parlamento era un tribunale sovrano per cui le sue decisioni erano inappellabili. Ciò nonostante, il re poteva presiedere questo tribunale, modificare le sue sentenze, bloccare un procedimento o portare un caso davanti al suo Consiglio. Su istanza di un litigante, presentata tramite uno dei procuratori, poteva annullare (casser, infrangere) il dettame se erroneo e inviare il caso al tribunale poiché questo tornasse a dirimere (procedimento pregresso alla cassazione, dal verbo casser).
Il parlamento giudicava in prima istanza le cause relative ai vassalli del re. Nonostante ciò, a partire dal 1278, la maggior parte di queste cause si portavano innanzi ad altri ricorsi, come i "bailliages" e le "sénéchaussées", e unicamente i signori feudali o quelli che godevano di un privilegio personale accordato dal re erano giudicati davanti al Parlamento.
Il parlamento risolveva i casi delle giurisdizioni reali di rango inferiore (bailliages, prévôtés) e degli organi giudiziari signorili di sua competenza (circa la metà del regno).

## Attribuzioni non giudiziarie

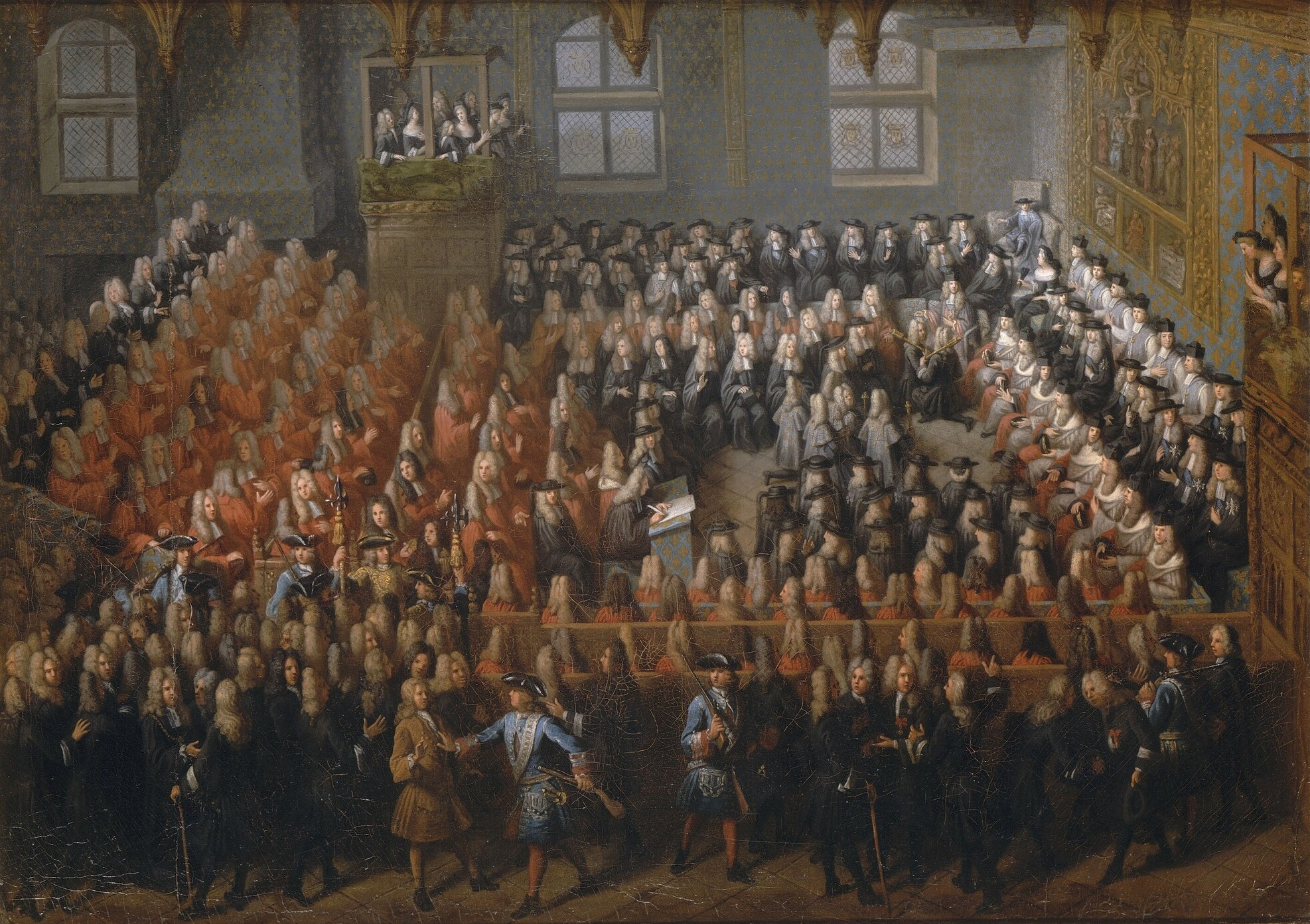
Lit de justice tenuta da Luigi XV di Francia al Parlamento di Parigi nel 1715

Il parlamento si riservava attribuzioni propriamente amministrative, come l'ispezione degli amministratori locali o la partecipazione nella elaborazione di distinte ordinanze. Proprio il re utilizzava con frequenza il parlamento come organo consultivo, in momenti speciali di crisi e lo rendeva partecipe nelle riforme giudiziarie o amministrative che proponeva.
Per chiarire l'ambiguità delle leggi o per fissare procedimenti applicabili, il Parlamento elaborava anche i regolamenti.
Infine, registrava le leggi, le ordinanze e gli editti reali, cosa che permetteva di potersi unire nelle decisioni del Tribunale (questa formalità equivaleva in un certo modo alla sua pubblicazione nel "Bollettino Ufficiale"). Se il parlamento riteneva che una legge era contraria agli interessi dello Stato, aveva il diritto di veto (remontrance), che gli permetteva di negarne la registrazione e di presentare ricorso al re. Aveva tre gradi: la "remontrance" propriamente detta, la "rappresentanza" e il più semplice, la lettera. Per imporre la sua volontà al Parlamento, il re poteva in un primo momento emettere una lettera minatoria ordinando espressamente al Parlamento il registro. Se l'assemblea manteneva le sue posizioni usando "rimostranza iterativa", il re poteva forzare il registro per mezzo di un "seggio di giustizia" ("lit de justice"). Tra il 1673 e il 1715, il parlamento fu privato di fatto di questo diritto da Luigi XIV, che ebbe a esigere il registro delle sue decisioni prima che il parlamento potesse emettere le sue "remontrances".

## Composizione e organizzazione
Fino alla fine del XIII secolo, il parlamento era integrato da prelati e baroni del regno, ufficiali di palazzo e agenti locali del re, i "baillis", o siniscalchi, intorno a ufficiali di professione, i maestri e i consiglieri di parlamento, reclutati principalmente tra i legislatori del Consiglio del Re. Progressivamente, questi ultimi richiesero un foglio più rilevante e furono quelli che assicurarono il suo funzionamento.
Il gabinetto dei dibattiti, che poi si chiamò la Gran Camera, era il cuore del parlamento. Giudicava gli appelli delle giurisdizioni inferiori su cui aveva competenza. I casi di crimine di lesa maestà erano sua competenza, così come i processi che riguardavano gli "apanages" e i parlamentari. In totale era formato da più di cento magistrati e duchi, che usavano in modo particolare questo privilegio. Dopo andò specializzandosi in varie camere fisse, e alcune create appositamente per giudicare i casi straordinari, come quello che si istituì nel 1679 per chiarire l'Affare dei veleni.
Il Parlamento di Parigi fu soppresso nel 1771 dal cancelliere Maupeou che lo sostituì con sei Tribunali Superiori ad Arras, Blois, Clermont-Ferrand, Lione, Parigi e Poitiers. Le cariche erano trasferibili e non pecuniarie, però risultò complicato trovare candidati. All'ascesa al trono nel 1774, Luigi XVI riabilitò il parlamento di Parigi che poté in questo modo riallacciare la sua opposizione all'assolutismo.

## Grandi processi portati al Parlamento di Parigi
- cassazione del testamento di Luigi XIII per concedere la reggenza ad Anna d'Austria nel 1643.
- cassazione del testamento di Luigi XIV per concedere la reggenza a Filippo d'Orléans, il Reggente, nel 1715.
- la Fronda parlamentare nel 1648-1649.
- la lotta secolare contro i gesuiti che sfociò nella loro espulsione nel 1594 e 1764.
- l'affare dei veleni in cui si trovò compromessa la marchesa di Montespan.
- la lotta contro la bolla Unigenitus di papa Clemente XI a partire dal 1713.
- l'appoggio al giansenisti nei secoli XVII e XVIII.